# Barranc de la Plana II
Barranc de la Plana II és un abric que conté pintures rupestres d'estil llevantí. Està situat en el terme municipal de Mequinensa (Aragó). A uns 100 metres a dalt del barranc, es localitza una diminuta visera sobre una paret vertical orientada al Sud, en la qual apareixen diverses representacions pintades en vermell: una figura de tipus cruciforme amb dobles braços i extremitats inferiors, al costat d'altres figures incompletes d'interpretació dubtosa, totes elles molt deteriorades per la presència d'aigua.
L'abric està inclòs dins de la relació de coves i abrics amb manifestacions d'art rupestre considerats Béns d'Interès Cultural en virtut del que es disposa en la disposició addicional segona de la Llei 3/1999, de 10 de març, del Patrimoni Cultural Aragonès. Aquest llistat va ser publicat en el Butlletí Oficial d'Aragó del dia 27 de març de 2002. Forma part del conjunt de l'art rupestre de l'arc mediterrani de la península ibèrica, que va ser declarat Patrimoni de la Humanitat per la #Unesco (ref. 874-654). També va ser declarat Bé d'Interès Cultural amb el codi RI-51-0009509.